# Luna (nummer)
"Luna" is een nummer van de Italiaanse tenor Alessandro Safina. Het nummer verscheen op zijn debuutalbum Insieme a te uit 1999. Op 15 mei 2000 werd het uitgebracht als de tweede single van het album.

## Achtergrond
"Luna" is geschreven door Romano Musumarra en Giorgio Flavio Pintus en geproduceerd door Musumarra en Eric G. Het nummer is een crossover tussen popmuziek en opera. In het nummer zingt Safina over de maan, waarvan hij hoopt dat deze al zijn gedachten begrijpt.
"Luna" betekende de doorbraak van Safina, alhoewel de single enkel in Nederland de top 10 bereikte, mede dankzij een reclamecampagne en een bezoek van Safina aan Nederland. In de Nederlandse Top 40 kwam het tot de derde plaats, terwijl in de Mega Top 100 de tweede plaats werd bereikt. In Wallonië, Frankrijk en Zweden werden de hitlijsten ook gehaald. Het nummer is ook opgenomen in een Spaanse versie en een Engelse versie, genaamd "Only You". Deze versie bevat opvallend genoeg slechts een Engelse regel: "Only you can hear my soul".

## Hitnoteringen

### Nederlandse Top 40
| Hitnotering: 04-11-2000 t/m 10-03-2001 | Hitnotering: 04-11-2000 t/m 10-03-2001 | Hitnotering: 04-11-2000 t/m 10-03-2001 | Hitnotering: 04-11-2000 t/m 10-03-2001 | Hitnotering: 04-11-2000 t/m 10-03-2001 | Hitnotering: 04-11-2000 t/m 10-03-2001 | Hitnotering: 04-11-2000 t/m 10-03-2001 | Hitnotering: 04-11-2000 t/m 10-03-2001 | Hitnotering: 04-11-2000 t/m 10-03-2001 | Hitnotering: 04-11-2000 t/m 10-03-2001 | Hitnotering: 04-11-2000 t/m 10-03-2001 | Hitnotering: 04-11-2000 t/m 10-03-2001 | Hitnotering: 04-11-2000 t/m 10-03-2001 | Hitnotering: 04-11-2000 t/m 10-03-2001 | Hitnotering: 04-11-2000 t/m 10-03-2001 | Hitnotering: 04-11-2000 t/m 10-03-2001 | Hitnotering: 04-11-2000 t/m 10-03-2001 | Hitnotering: 04-11-2000 t/m 10-03-2001 | Hitnotering: 04-11-2000 t/m 10-03-2001 | Hitnotering: 04-11-2000 t/m 10-03-2001 |
| Week                                   | 1                                      | 2                                      | 3                                      | 4                                      | 5                                      | 6                                      | 7                                      | 8                                      | 9                                      | 10                                     | 11                                     | 12                                     | 13                                     | 14                                     | 15                                     | 16                                     | 17                                     | 18                                     |                                        |
| -------------------------------------- | -------------------------------------- | -------------------------------------- | -------------------------------------- | -------------------------------------- | -------------------------------------- | -------------------------------------- | -------------------------------------- | -------------------------------------- | -------------------------------------- | -------------------------------------- | -------------------------------------- | -------------------------------------- | -------------------------------------- | -------------------------------------- | -------------------------------------- | -------------------------------------- | -------------------------------------- | -------------------------------------- | -------------------------------------- |
| Positie                                | 38                                     | 13                                     | 11                                     | 6                                      | 5                                      | 5                                      | 6                                      | 4                                      | 4                                      | 3                                      | 10                                     | 6                                      | 7                                      | 14                                     | 18                                     | 24                                     | 30                                     | 31                                     | uit                                    |

### Mega Top 100
| Hitnotering: 29-09-2007 t/m 19-01-2008 | Hitnotering: 29-09-2007 t/m 19-01-2008 | Hitnotering: 29-09-2007 t/m 19-01-2008 | Hitnotering: 29-09-2007 t/m 19-01-2008 | Hitnotering: 29-09-2007 t/m 19-01-2008 | Hitnotering: 29-09-2007 t/m 19-01-2008 | Hitnotering: 29-09-2007 t/m 19-01-2008 | Hitnotering: 29-09-2007 t/m 19-01-2008 | Hitnotering: 29-09-2007 t/m 19-01-2008 | Hitnotering: 29-09-2007 t/m 19-01-2008 | Hitnotering: 29-09-2007 t/m 19-01-2008 | Hitnotering: 29-09-2007 t/m 19-01-2008 | Hitnotering: 29-09-2007 t/m 19-01-2008 | Hitnotering: 29-09-2007 t/m 19-01-2008 | Hitnotering: 29-09-2007 t/m 19-01-2008 | Hitnotering: 29-09-2007 t/m 19-01-2008 | Hitnotering: 29-09-2007 t/m 19-01-2008 | Hitnotering: 29-09-2007 t/m 19-01-2008 |
| Week                                   | 1                                      | 2                                      | 3                                      | 4                                      | 5                                      | 6                                      | 7                                      | 8                                      | 9                                      | 10                                     | 11                                     | 12                                     | 13                                     | 14                                     | 15                                     | 16                                     | 17                                     |
| -------------------------------------- | -------------------------------------- | -------------------------------------- | -------------------------------------- | -------------------------------------- | -------------------------------------- | -------------------------------------- | -------------------------------------- | -------------------------------------- | -------------------------------------- | -------------------------------------- | -------------------------------------- | -------------------------------------- | -------------------------------------- | -------------------------------------- | -------------------------------------- | -------------------------------------- | -------------------------------------- |
| Positie                                | 94                                     | 81                                     | 73                                     | 49                                     | 37                                     | 21                                     | 8                                      | 6                                      | 3                                      | 4                                      | 3                                      | 5                                      | 4                                      | 2                                      | 2                                      | 3                                      | 4                                      |
| Week                                   | 18                                     | 19                                     | 20                                     | 21                                     | 22                                     | 23                                     | 24                                     | 25                                     | 26                                     | 27                                     | 28                                     | 29                                     | 30                                     | 31                                     | 32                                     |                                        |                                        |
| Positie                                | 5                                      | 7                                      | 8                                      | 7                                      | 12                                     | 15                                     | 22                                     | 28                                     | 33                                     | 38                                     | 46                                     | 49                                     | 63                                     | 75                                     | 76                                     | uit                                    |                                        |

### NPO Radio 2 Top 2000
| Nummer met noteringen in de NPO Radio 2 Top 2000 | '01 | '02 | '03 | '04 | '05 | '06 | '07 | '08 | '09  | '10  | '11  | '12  | '13  | '14  |
| ------------------------------------------------ | --- | --- | --- | --- | --- | --- | --- | --- | ---- | ---- | ---- | ---- | ---- | ---- |
| Luna                                             | 172 | 235 | 210 | 351 | 405 | 670 | 415 | 406 | 1245 | 1196 | 1012 | 1447 | 1770 | 1774 |

1. ↑  Een vetgedrukt getal geeft de hoogste notering aan.
2. ↑  2001 was het eerste jaar met een notering voor dit nummer.
3. ↑  Deze tabel is bijgewerkt tot en met de laatste editie (2024).